# FAM114A2
FAM114A2‏ (Family with sequence similarity 114 member A2) هوَ بروتين يُشَفر بواسطة جين FAM114A2 في الإنسان.